# Ignace Murwanashyaka
Ignace Murwanashyaka  (nascido em 14 de maio de 1963 em Butare, distrito de Ngoma, Ruanda e falecido em 16 de abril de 2019 em Mannheim, Alemanha)  é um militar ruandês, líder rebelde hutu, presidente das Forças Democráticas para a Libertação de Ruanda (FDLR), um grupo rebelde hutu ruandês que absorveu vários militares responsáveis pelo genocídio de Ruanda e que operou na República Democrática do Congo durante a Segunda Guerra do Congo. As FDLR são responsáveis por violações dos direitos humanos e crimes contra a humanidade em grande escala, incluindo estupros em massa.
Murwanashyaka foi preso na Alemanha em 2009 e condenado a 13 anos de prisão em 28 de setembro de 2015. 